# Prix de gravure Mario-Avati - Académie des beaux-arts
Le prix de gravure Mario-Avati est un prix récompensant un graveur confirmé, quelle que soit sa nationalité. Il est fondé en 2013.

## Histoire
Le graveur Mario Avati est mort en 2009. La donation Mario et Helen Avati, parrainée par CAFAmerica, a permis la création d'un prix, remis sous l'égide de l'Académie des beaux-arts.
Contrairement aux deux autres prix importants de gravure français (le prix Lacourière et le prix Grav'x), il ne récompense pas un jeune artiste mais un graveur confirmé, quelle que soit sa nationalité.
La première édition du prix a lieu en 2013. Le lauréat, dont le nom est proclamé lors de la séance solennelle de l'Académie, se voit remettre une récompense de 40 000 dollars.
Une exposition de son œuvre est organisée l'année suivante au palais de l'Institut de France.

## Liste des lauréats
- 2013 : Jean-Baptiste Sécheret[1],[3].
- 2014 : Christiane Baumgartner[4]
- 2015 : Devorah Boxer[5]
- 2016 : Agathe May[6]
- 2017 : Wendelien Schönfeld[7]
- 2018 : Jan Vičar[8]
- 2019 : Jenny Robinson[9]
- 2020 : prix annulé en raison de la pandémie
- 2021 : Mireille Baltar et Siemen Dijkstra
- 2023 : Ade Adesina (en)